# 2011年夏季世界大学生运动会波兰代表团

波兰代表团旗帜

2011年夏季世界大学生运动会波兰代表团共有173名成员。

## 奖牌榜
| 名次 | 代表团 | 金牌 | 银牌 | 铜牌 | 总数 |
| ---- | ------ | ---- | ---- | ---- | ---- |
| 12   | 波兰   | 5    | 7    | 8    | 20   |

## 奖牌获得者

### 金牌
1. 柔道-女子52公斤级：苏珊娜-帕维利科斯加
2. 男子链球：帕维尔
3. 女子铁饼：格拉妮可
4. 男子沙滩排球：卡齐奥拉/绍兰科维齐
5. 男子撑杆跳高：米哈尔斯基

### 银牌
1. 柔道-男子100公斤以上级：萨尔纳克基
2. 击剑-女子花剑团体
3. 男子跳高：沃伊切赫
4. 男子飞碟多向125靶个人赛：加克波-切宾斯基
5. 男子撑杆跳高：马特兹
6. 帆船-男子RS:X级：法比安斯基
7. 男子铁饼：普泽米斯拉瓦

### 铜牌
1. 女子个人花剑：克里奇扎洛
2. 柔道-男子73公斤级：库基维茨
3. 柔道-女子团体
4. 男子100米蝶泳：科热尼奥夫斯基
5. 射击-男子50米手枪团体赛
6. 射击-男子飞碟多向团体赛
7. 男子标枪：伊戈尔
8. 帆船-女子RS:X级：马乌戈